# Brasserie Nationale

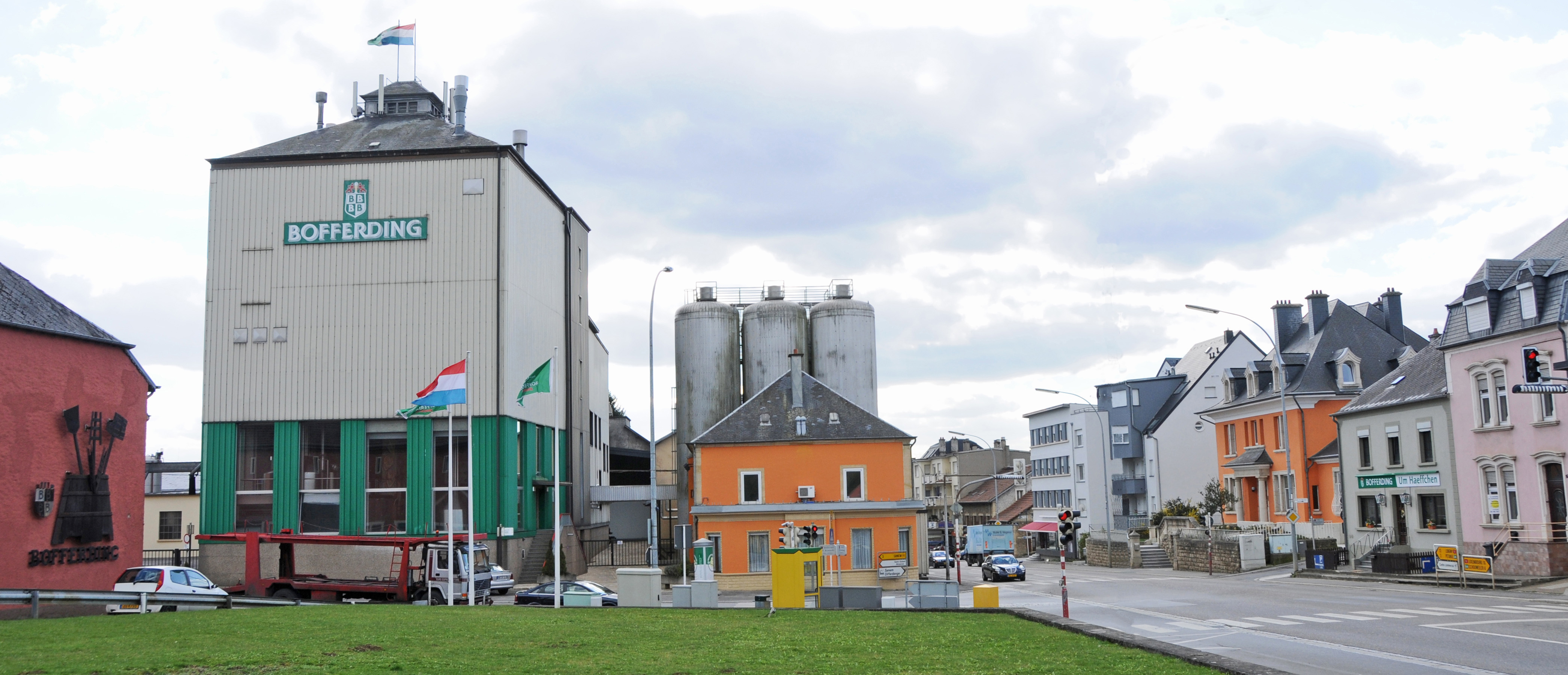
Brauhaus von Bofferding

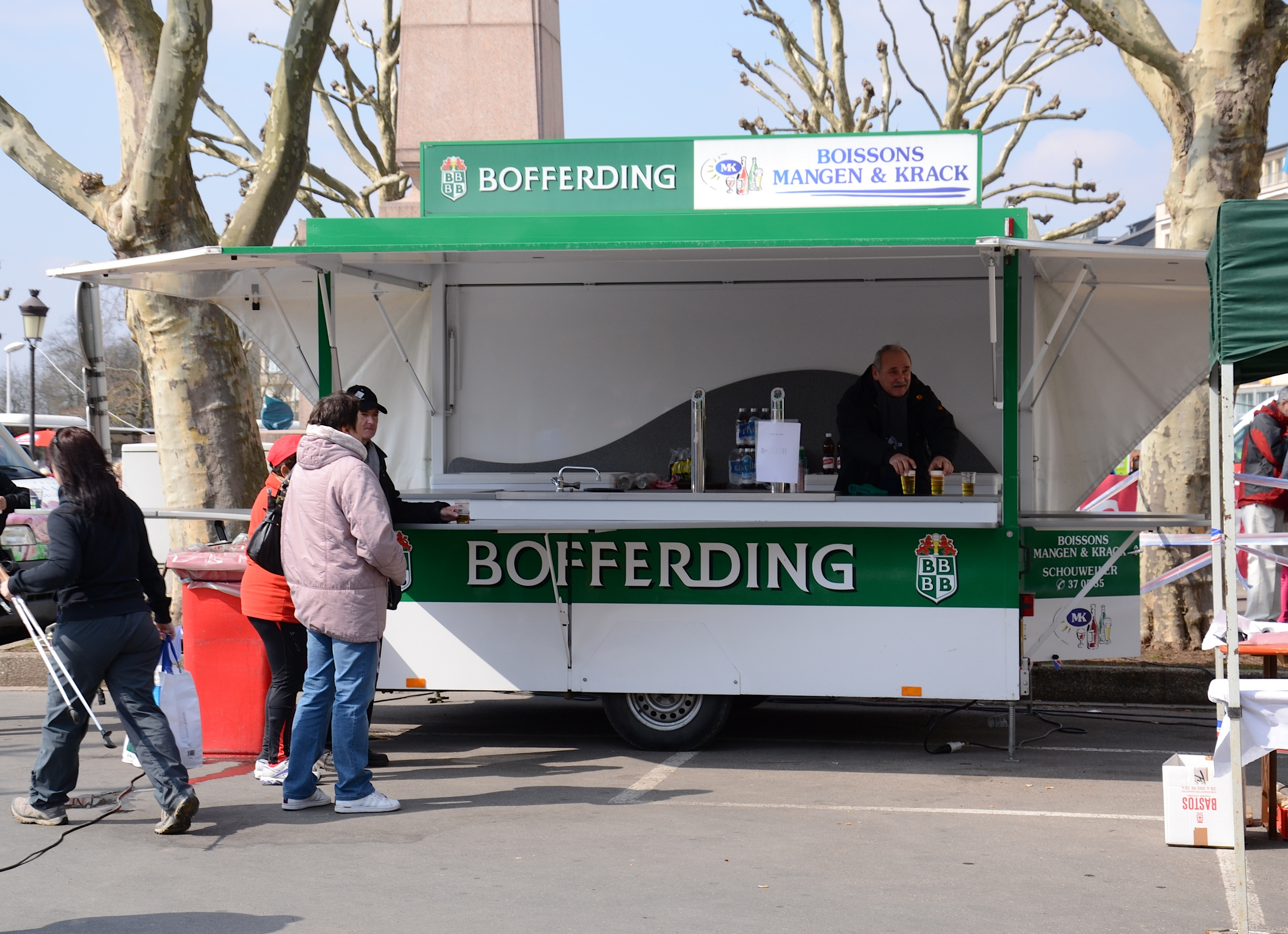
Bierwagen mit Bofferding-Werbung

Die Brasserie Nationale ist eine Brauerei aus Niederkerschen (frz.: Bascharage), einem heutigen Stadtteil von Käerjeng in Luxemburg. Sie vertreibt ihre Produkte unter den Markennamen Bofferding und Battin. 2016 betrug die Gesamtproduktion der Brauerei knapp über 150.000 Hektoliter.

## Geschichte
Die größte Brauerei Luxemburgs entstand 1975 aus der Fusion der 1764 gegründeten Brasserie Funck-Bricher aus Luxemburg-Stadt mit der 1842 gegründeten Brasserie Bofferding aus Niederkerschen. 2004 erwarb Bofferding die Brauerei Battin aus Esch an der Alzette. Seit 2005 werden die Battin-Biere bei Bofferding nach Originalrezept gebraut.
Vertriebspartner der Brauerei ist der Getränkevertrieb Munhowen aus Ehleringen, seit 2006 zu 100 % im Besitz der BN. Die Brauerei ist Mitglied der Initiative Die Freien Brauer, einem Zusammenschluss unabhängiger Privatbrauereien in Europa.

## Produkte
Als Bofferding werden folgende Sorten verkauft: Bofferding Pils, Bofferding Hausbéier (Lagerbier), Bofferding Hop, Bofferding Gezwickeltes (naturtrüb) und Bofferding Christmas (dunkel, nur im Winter). Unter dem Namen Battin werden Battin Gambrinus, Battin Pils, Battin Brune, Battin Extra, Battin Fruitée (mit Fruchtzusatz) sowie Battin Blanche (Weizen) angeboten. Mit einem Marktanteil von 44 % war Bofferding 2012 die am häufigsten verkaufte Biermarke Luxemburgs; Battin landete nach der Brauerei Diekirch mit 12 % auf Rang drei.